# Il mondo dei replicanti
Il mondo dei replicanti (Surrogates) è un film di fantascienza del 2009 diretto da Jonathan Mostow, basato sulla miniserie a fumetti The Surrogates, scritta da Robert Venditti e disegnata da Brett Weldele.
Il film è uscito nelle sale cinematografiche italiane l'8 gennaio 2010.

## Trama
In un futuro prossimo uno scienziato, il Dr. Canter, inventa degli androidi (definiti surrogati), indistinguibili dagli esseri umani che, comandati a distanza da una comoda poltrona, trasmettono tutte le percezioni dell'ambiente in cui si muovono.
A distanza di pochi anni la nuova tecnologia, pensata inizialmente per restituire mobilità ai disabili, ha avuto un enorme successo, commercializzata dalla società VSI: gli androidi non solo sono personalizzabili (nell'aspetto, come nel sesso), ma possono sostituire gli esseri umani in ogni faccenda quotidiana. Oltre il 98% dell'umanità decide di usarli, sia per motivi di sicurezza (in un qualsiasi incidente o aggressione andrebbe distrutto solo l'androide), sia per realizzare senza sforzo i propri desideri.
Una minoranza di esseri umani, però, rifiuta e condanna l'uso degli androidi e ottiene dai governi la possibilità di vivere in enclave all'interno delle città. Il loro leader supremo, il Profeta, definisce la vita attraverso un surrogato come un inganno. Intanto il Dr. Canter, licenziato dalla VSI, da anni si è ritirato a vita privata.
Una sera, in un vicolo all'esterno di una discoteca, un motociclista sconosciuto colpisce col raggio di una strana arma il surrogato dell'unico figlio del Dr. Canter e quello di una ragazza con cui si era appartato, fondendone i circuiti. I detective dell'FBI Greer e Peters, indagando sul caso, scoprono che anche gli utenti dei due surrogati sono morti sulla poltrona di comando: il loro sistema nervoso si è liquefatto.
I due detective riescono a rintracciare il motociclista. Greer lo insegue fin dentro all'enclave governata dal Profeta, dove i surrogati non possono entrare. Il motociclista lo sfiora con la sua arma e Greer si salva scollegandosi momentaneamente dal suo surrogato. Riesce a bloccare l'assassino, ma il suo surrogato è distrutto dai discepoli del Profeta.
Greer si risveglia frastornato in ospedale e scopre di essere stato sospeso dal suo superiore Andy Stone per aver violato l'enclave. Non potendo avere un nuovo surrogato, continua le indagini in carne e ossa. Già scosso dalla scelta della moglie, sfigurata da un incidente in cui hanno perso il loro unico figlio, di non relazionarsi con lui se non tramite il surrogato, si rafforza nella convinzione che l'umanità stia poco a poco decadendo a causa dei surrogati.
Un inutile e poco amichevole colloquio col Profeta gli fa capire che deve cambiare pista. Nel frattempo la sua compagna Peters è uccisa nel sonno da un surrogato, che trasmette a uno sconosciuto i dati di accesso al suo androide. Il Dr. Canter fa sapere a Greer che, la notte in cui è stato ucciso, il figlio stava usando uno dei suoi tanti surrogati e che quindi l'obiettivo del motociclista era lui.
Greer scopre che la misteriosa arma è frutto di una collaborazione tra il Governo e la VSI, un progetto poi abbandonato per la sua pericolosità. Ne è però rimasto un esemplare, quello nelle mani del motociclista. Se ne impadronisce il Profeta, dopo averlo fatto eliminare dalle sue guardie del corpo. Greer rivela la sua scoperta ai militari. Un commando fa irruzione nell'enclave e uccide il Profeta, che si rivela un surrogato. L'arma è già altrove: su suo ordine, i discepoli del Profeta la consegnano al surrogato di Peters.
Greer, che non sa della morte di Peters, apprende dal suo surrogato di un collegamento tra il motociclista e il suo capo Stone. Entrato nel suo ufficio, disattiva il surrogato di Stone e scarica dal suo computer i file dell'arma. Ne comunica i dati di accesso al surrogato di Peters, che cerca di ucciderlo.
Peters si dirige al CED dell'FBI e, immobilizzando l'operatore, si impadronisce della sua postazione, da cui può collegarsi alla rete di controllo globale dei surrogati. Greer comprende che il surrogato di Peters è controllato dal Dr. Canter e riesce a penetrare nella sua casa. Stone, a tu per tu con Peters, rivela al Dr. Canter che l'arma gli è stata consegnata dalla VSI con l'incarico di eliminarlo. La VSI aveva scoperto che il Profeta era il Dr. Canter (diventato dopo il licenziamento un fiero oppositore dell'abuso dei surrogati, così lontano dallo scopo per cui li aveva ideati) e non poteva permettere che si trasformasse in un ostacolo alla sua sopravvivenza.
Peters usa l'arma contro Stone e l'uccide. Poi la collega alla rete globale di controllo dei surrogati e avvia il programma per la loro distruzione su tutto il pianeta. Greer riesce a entrare nella stanza di Dr. Canter. Lo scienziato, scollegatosi dal surrogato di Peters, viene scongiurato da Greer di trovare un altro metodo per distruggere i surrogati, senza uccidere i loro utenti. Il Dr. Canter nega che ci sia un'altra via e, completato il trasferimento del programma di distruzione, si suicida.
Greer si sostituisce al Dr. Canter nel controllo del surrogato di Peters. Con l'aiuto dell'operatore riesce a isolare gli utenti dai loro surrogati. Messo di fronte alla possibilità di neutralizzare il programma del Dr. Canter, Greer pensa alla moglie e sceglie di lasciarlo eseguire. Tutti i surrogati, in ogni parte del mondo, si disattivano e la rete di controllo è distrutta.
All'umanità non resta che tornare a vivere in prima persona e Greer può finalmente riabbracciare la moglie in carne e ossa.

## Produzione
Nel marzo del 2007 la Walt Disney Pictures acquistò i diritti della graphic novel del 2005 The Surrogates. Jonathan Mostow fu incaricato di dirigere il film, basato sull'adattamento di Michael Ferris e John Brancato, già autori di Terminator 3 - Le macchine ribelli e Terminator Salvation.
Nel novembre dello stesso anno Bruce Willis fu ingaggiato per il ruolo del protagonista. James Cromwell interpreta il Dr. Canter, l'inventore dei surrogati: in pratica lo stesso ruolo ricoperto nel film Io, Robot (2004), dove era il Dr. Lanning, padre dei robot e ideatore delle Tre leggi della robotica alla US Robotics.
Le riprese sarebbero dovute iniziare il 28 febbraio 2008, ma slittarono al 29 aprile 2008. Iniziate a Lynn, continuarono in altre località del Massachusetts, dove il film fu interamente girato. In una scena di inseguimento compare una Moto Guzzi Griso, omaggio alla storica casa italiana.

## Distribuzione
Il film uscì negli Stati Uniti il 25 settembre 2009. Tra settembre e ottobre 2009 fu distribuito in tutto il mondo: in Italia uscì l'8 gennaio 2010.

### Versione italiana
La direzione del doppiaggio e i dialoghi italiani sono a cura di Carlo Cosolo per conto della Dubbing Brothers Int. Italia.

## Miniserie a fumetti
La serie originale a fumetti è stata prodotta dalla Top Shelf, una realtà editoriale indipendente statunitense, ed è composta da cinque numeri. Dopo il successo del film è stata pubblicata in Italia dalla Rizzoli/Lizard in un unico volume.